# Pantech
Pantech Inc. là một công ty sản xuất điện thoại di động đa quốc gia của Hàn Quốc, thành lập vào năm 1991, thị trường chủ yếu là trong nước và các nước đối tác như Mỹ, Nhật Bản, Trung Quốc, Việt Nam và một số quốc gia châu Âu. Năm 2012, theo công ty tư vấn và nghiên cứu thị trường toàn cầu Gartner thì Pantech là hãng điện thoại bán chạy thứ hai tại Hàn Quốc. Năm 2013, sau khi tiến hành xong quá trình tái cơ cấu, Samsung Electronics đã mua lại 10% cổ phần của Pantech.
Tại thị trường Mỹ, ngoài kinh doanh điện thoại thông minh thì Pantech chủ yếu sản xuất phần cứng và cung cấp các thiết bị viễn thông cho hai nhà mạng không dây lớn nhất là AT&T Mobility và Verizon Wireless.
Theo một bài báo cáo trong tháng 7 năm 2014 từ CNET, Pantech đang đối mặt nguy cơ phá sản với khoản nợ lên đến 475 triệu USD. Tháng 10 năm 2015, trang web BusinessKorea cho biết rằng các nhà quản trị của Pantech đã chấp thuận việc bị mua lại bởi một tập đoàn công nghệ đến từ Mỹ là Optis and Solid.

## Ra mắt tại Hàn Quốc
Dưới đây là các mẫu điện thoại thông minh đã được Pantech sản xuất và ra mắt tại thị trường Hàn Quốc:
- Pantech Vega LTE (A800)
- Pantech Vega LTE-M
- Pantech Vega LTE EX

Sử dụng màn hình Super IPS Pro
- Pantech Vega LTE-A

Pantech ra mắt Vega LTE-A vào tháng 8 năm 2013.
- Pantech Vega Secret Note

Pantech Vega Secret Note được ra mắt tại Hàn Quốc vào tháng 10 năm 2013. Thiết bị được ghi nhận đã bán ra 200,000 chiếc chỉ sau 30 ngày ra mắt ở Hàn Quốc.
- Pantech Vega Secret Up

Pantech Vega Secret up ra mắt tại Hàn Quốc vào tháng 12 năm 2013. Thiết bị này nhận cập nhật hệ điều hành Android 4.4.2 KitKat vào tháng 4 năm 2014.
- Pantech Vega Iron 2 (A910)

Pantech Vega Iron 2 ra mắt vào tháng 5 năm 2014. Thiết bị chạy trên hệ điều hành Android 4.4.2 Kitkat.
- Pantech Vega R3

Thiết bị chạy Android 4.0.4 ICS cho cập nhật Android 4.2 Jellybean.
- Pantech Vega Racer
- Pantech Vega N°6

Là chiếc Phablet đầu tiên trên thế giới có màn hình lên tới 5.99 inch, bộ nhớ trong 32GB, Ram 2GB, Camera 13Mpx, quay phim Full HD 1080p.
- Pantech Vega Popup Note

Sử dụng chiếc ăngten kiêm bút cảm ứng V Pen.
- Pantech Vega IM-100

Sử dụng Android 5.1, chip Qualcomm Snapdragon 430, Ram 2GB, bộ nhớ trong 32GB, các Sim 2G, 3G, LTE.

## Vision UI
- Pantech V950
- Pantech V955